# Эррера, Рэймонд
Рэймонд Эррера (род. 18 декабря 1972, Лос-Анджелес, Калифорния) — американский музыкант и предприниматель, наиболее известный как бывший барабанщик и один из основателей индастриал-метал-группы Fear Factory. Также Эррера — бывший участник групп Brujeria и Arkaea. Он также известен как композитор и продюсер музыки для видеоигр, телевидения и художественных фильмов.

## Карьера
В 1989 году Эррера стал сооснователем группы Fear Factory. Его дебютной работой стал альбом Soul of a New Machine группы Fear Factory в 1992 году. С группой он записал 6 альбомов. После второго распада группы в 2006 году, музыкант участовоал вместе с Кристианом Олде Волберсом, другим участником Fear Factory, в группе Arkaea. Также Эррера вместе с ещё одним одногруппником Дино Казаресом был участником супергрупп Brujeria (под псевдонимом Greñudo) и Asesino, созданных по принципу латиноамериканского происхождения участников. Эррера известен своей высокоскоростной и точной игрой — его работу иногда даже принимали за работу драм-машины. В своей игре Рэймонд использует триггеры, а также особую технику игры на бас-бочке «стоп-гоу», в противовес обычному стилю «flooring face».
С 1996 года Эррера занимался вопросом лицензирования музыки Fear Factory для фильмов и видеоигр. Он впоследствии основал Herrera Productions (переименованную в 3volution Productions в 2003 году) и работал в качестве композитора-продюсера над многочисленными видеоиграми. В список его работ входят саундтреки к Tom Clancy’s Ghost Recon Advanced Warfighter, Tom Clancy’s Rainbow Six: Lockdown, Scarface: The World is Yours и Iron Man 2.

## Дискография

### С Fear Factory
- Concrete (1991)
- Soul of a New Machine (1992)
- Demanufacture (1995)
- Obsolete (1998)
- Digimortal (2001)
- Archetype (2004)
- Transgression (2005)

### C Brujeria
- Matando Güeros (1993)
- Raza Odiada (1995)
- Brujerizmo (2000)

### C Asesino
- Corridos de Muerte (2002)

### C Phobia
- Return to Desolation (1994)

### C Arkaea
- Years in the Darkness (2009)

## Оборудование
- Барабанные палочки Pro-mark
- Тарелки Zildjian
- Педали DW (серия 5000)
- Мембраны Attack
- Барабаны Tama

Система барабанных стоек Power Tower, оборудование Tama, включая Wide Rider Drum Throne, две педали для бас-барабана DW5000, триггеры ddrum4, нейлоновые палочки Korg D1200 studio и Pro-Mark 5A Oakwood.